# ایمانول اتکسبرریا
ایمانول اتکسبرریا (انگلیسی: Imanol Etxeberria؛ زادهٔ ۲۷ مارس ۱۹۷۳) بازیکن فوتبال اهل اسپانیا است.
از باشگاه‌هایی که در آن بازی کرده‌است می‌توان به باشگاه فوتبال اتلتیک بیلبائو، باشگاه فوتبال ایبار، باشگاه فوتبال رایو وایکانو، و باشگاه فوتبال اتلتیک بیلبائو بی اشاره کرد.
وی همچنین در تیم ملی فوتبال باسک بازی کرده‌است.